# Henri Burguet
Pour les articles homonymes, voir Burguet.

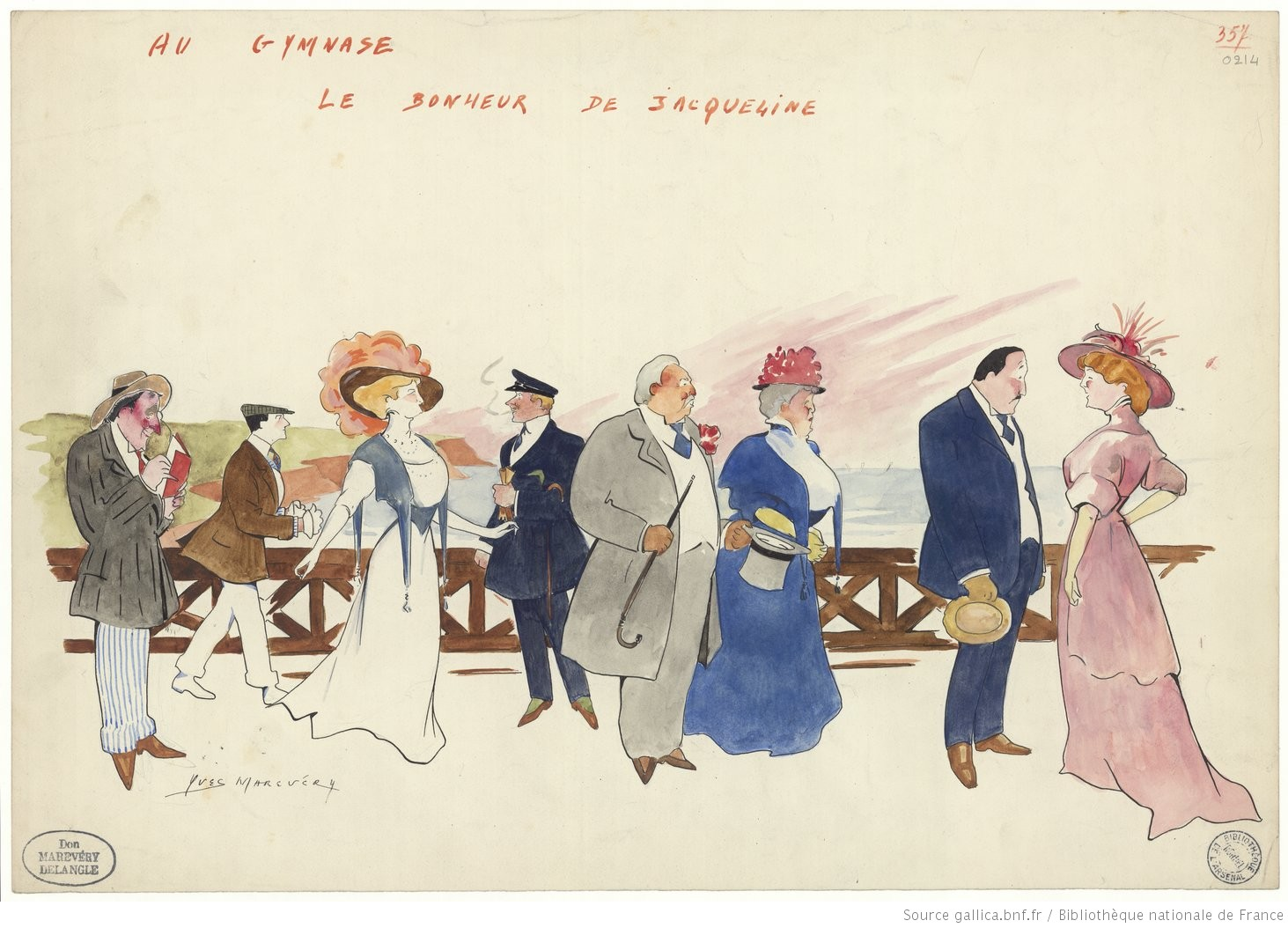
Caricature d'Yves Marevéry des acteurs jouant dans une pièce de Paul Gavault, avec Henri Burguet portant une casquette et fumant une cigarette. (1908)

Paul Henri Birguet dit Henri Burguet, né le 2 janvier 1866 à Iași en Moldavie roumaine et mort le 9 septembre 1931 à Maisons-Laffitte, est un acteur de théâtre et de cinéma muet, réalisateur de film et metteur en scène de pièces de théâtre.

## Biographie
Fils de Henriette Birguet, Paul Henry Birguet, né à Iași en en Moldavie roumaine le 2 janvier 1866, est un comédien de théâtre dès la fin du XIXe siècle qui joua dans plusieurs pièces dans divers théâtres parisiens. 
En 1907, il joua notamment dans une pièce de Jehanne d'Orliac, Joujou tragique au théâtre du Gymnase avec les comédiens Roger Vincent, Polaire et Lilian Greuze. Dans les années 1920, il passa à la mise en scène. 
En 1908, Paul-Henry Burguet fit une entrée remarquée dans le cinéma, à la suite de la réalisation de son unique film, L'Empreinte ou la Main rouge, avec un casting de personnalités artistiques de premier plan, notamment avec Mistinguett, Max Dearly, Henri Étiévant, Albert Dieudonné, Stacia Napierkowska et Paul-Henry Burguet lui-même.
Alors qu'il est domicilié 12 rue Vignon Paris 9e, il décède le 09 septembre 1931 17 avenue Alexandre-III à Maisons-Laffitte

## Théâtre

### Comédien
- 1895 : Fanfan la Tulipe de Paul Meurice
- 1897 :	Jean-Gabriel Borkman de Henrik Ibsen
- 1900 :	Sylvie ou la Curieuse d'amour d’Abel Hermant
- 1904 :	La Dette de Paul Gavault
- 1905 :	La Gioconda de Gabriele D'Annunzio
- 1905 :	La Rafale de Henri Bernstein
- 1906 :	La Chance du mari de Robert de Flers
- 1908 : Le Bonheur de Jacqueline de Paul Gavault
- 1908 :	Le Poulailler de Tristan Bernard
- 1910 :	Le Rubicon d’Édouard Bourdet
- 1911 :	Le Baron de Batz de Jean-José Frappa
- 1922 :	Barbe-Blonde de Jehan Bouvelet et Edgar Bradby, Théâtre du Gymnase[3]
- 1928 :	Week-end de Noël Coward
- 1930 :	Mon héritier d’Antoine Bibesco mise en scène Paul-Henry Burguet

### Metteur en scène
- 1922 :	Natchalo d’André Salmon
- 1922 : L'Heure du berger d’Édouard Bourdet
- 1930 :	Mon héritier d’Antoine Bibesco
- 1931 :	Le Sauvage de Tristan Bernard

## Filmographie

### Cinéma

#### Acteur
- 1908 : L'Empreinte ou la Main rouge[4]
- 1911 : La Savelli de Camille de Morlhon.

#### Réalisateur
- 1908 : L'Empreinte ou la Main rouge[5], avec Mistinguett, Max Dearly, Henri Étiévant, Albert Dieudonné, Stacia Napierkowska et Paul-Henry Burguet.